# Формирования специального назначения

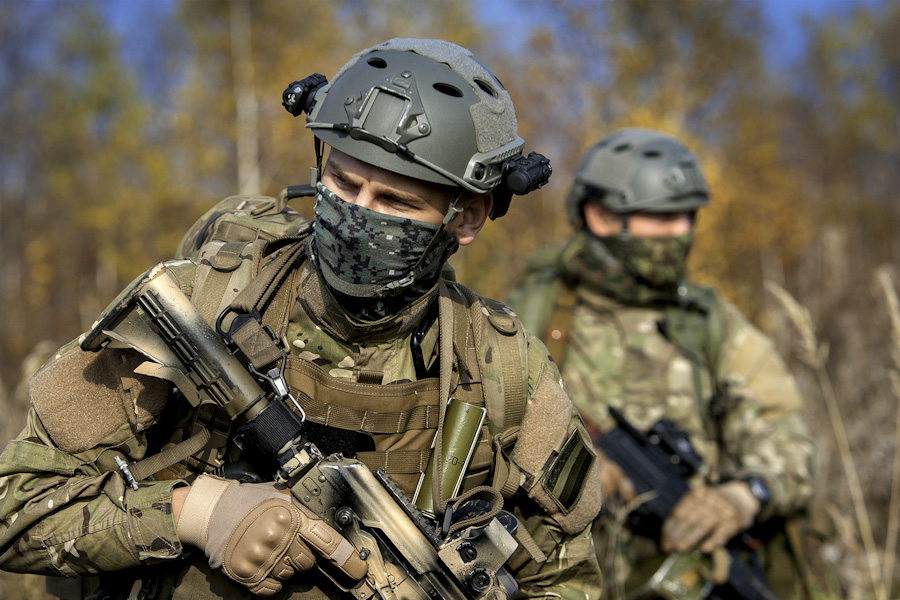
Военнослужащие сил специальных операций ВС РФ

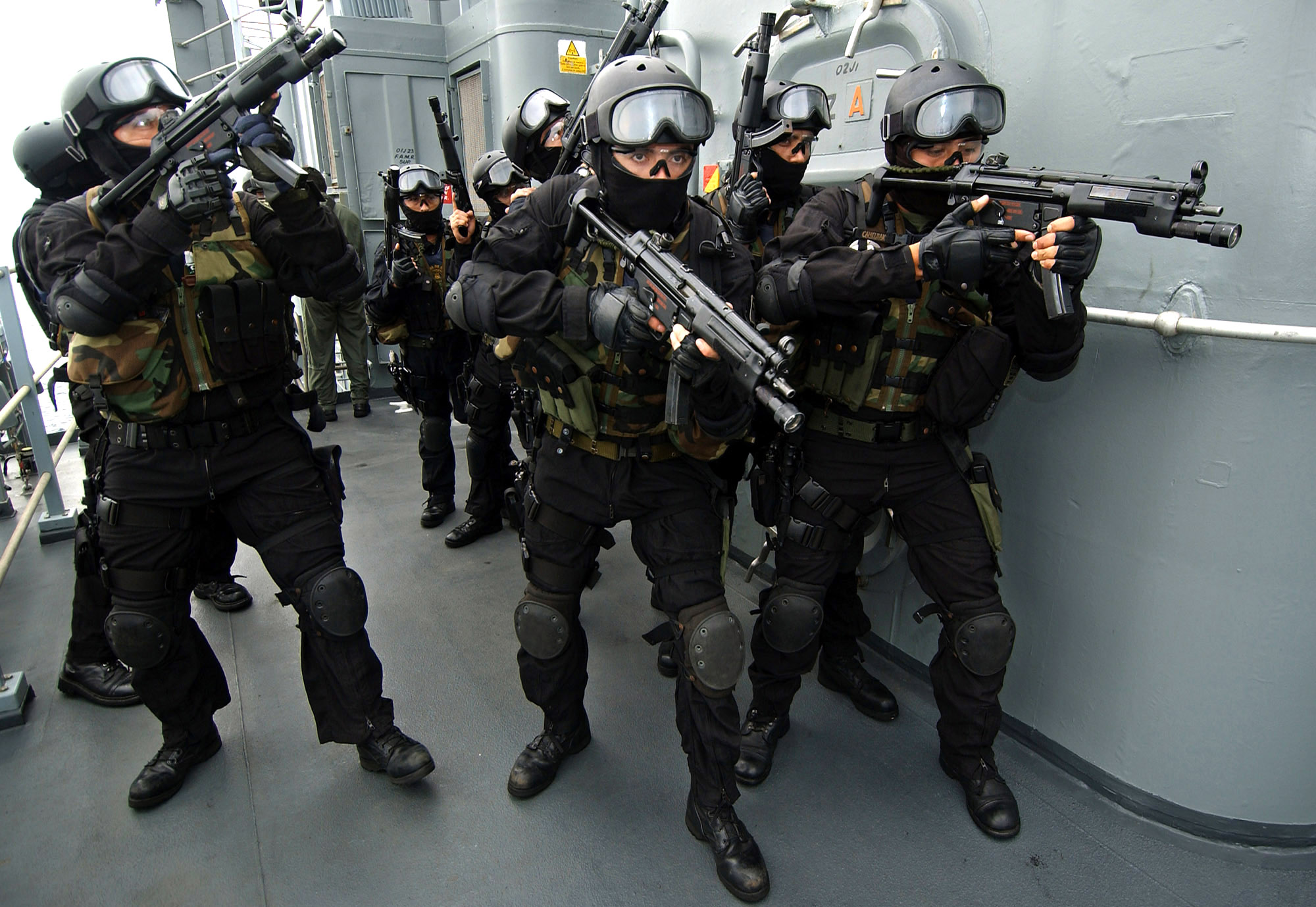
Специальное подразделение военно-морских сил Чили

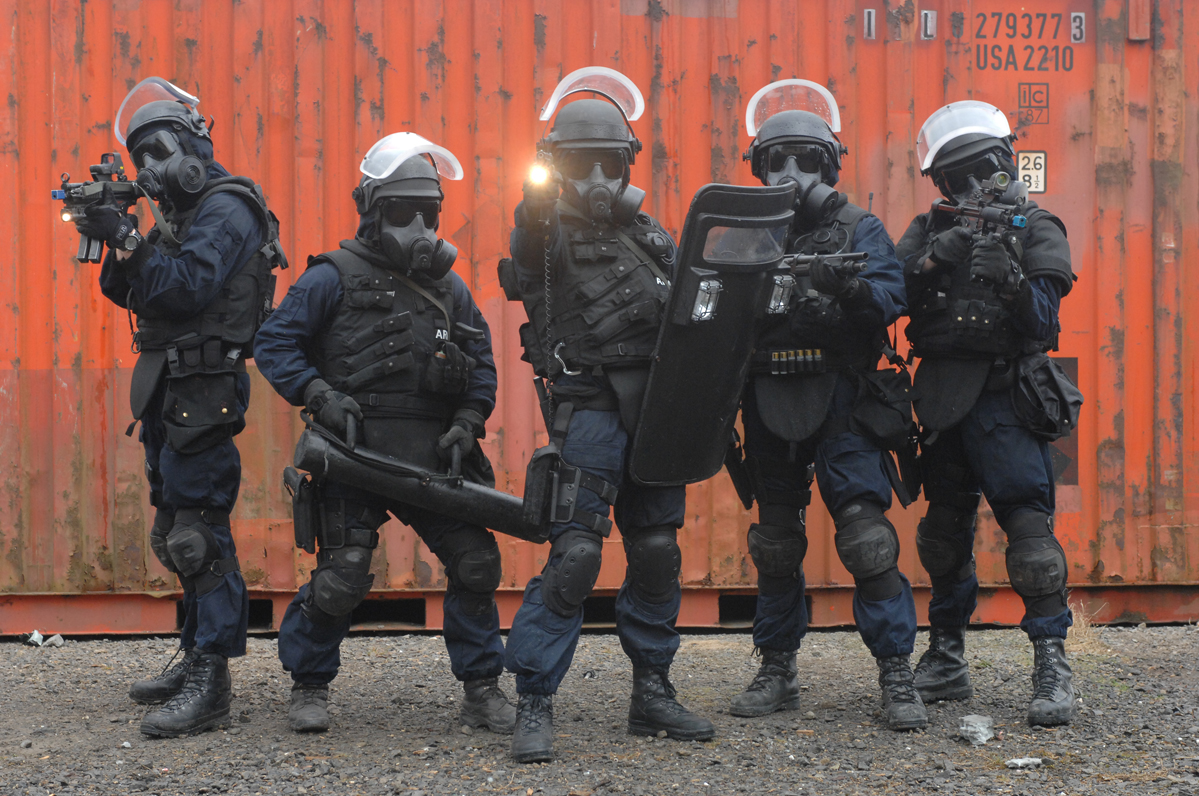
Крыло армейских рейнджеров Ирландии

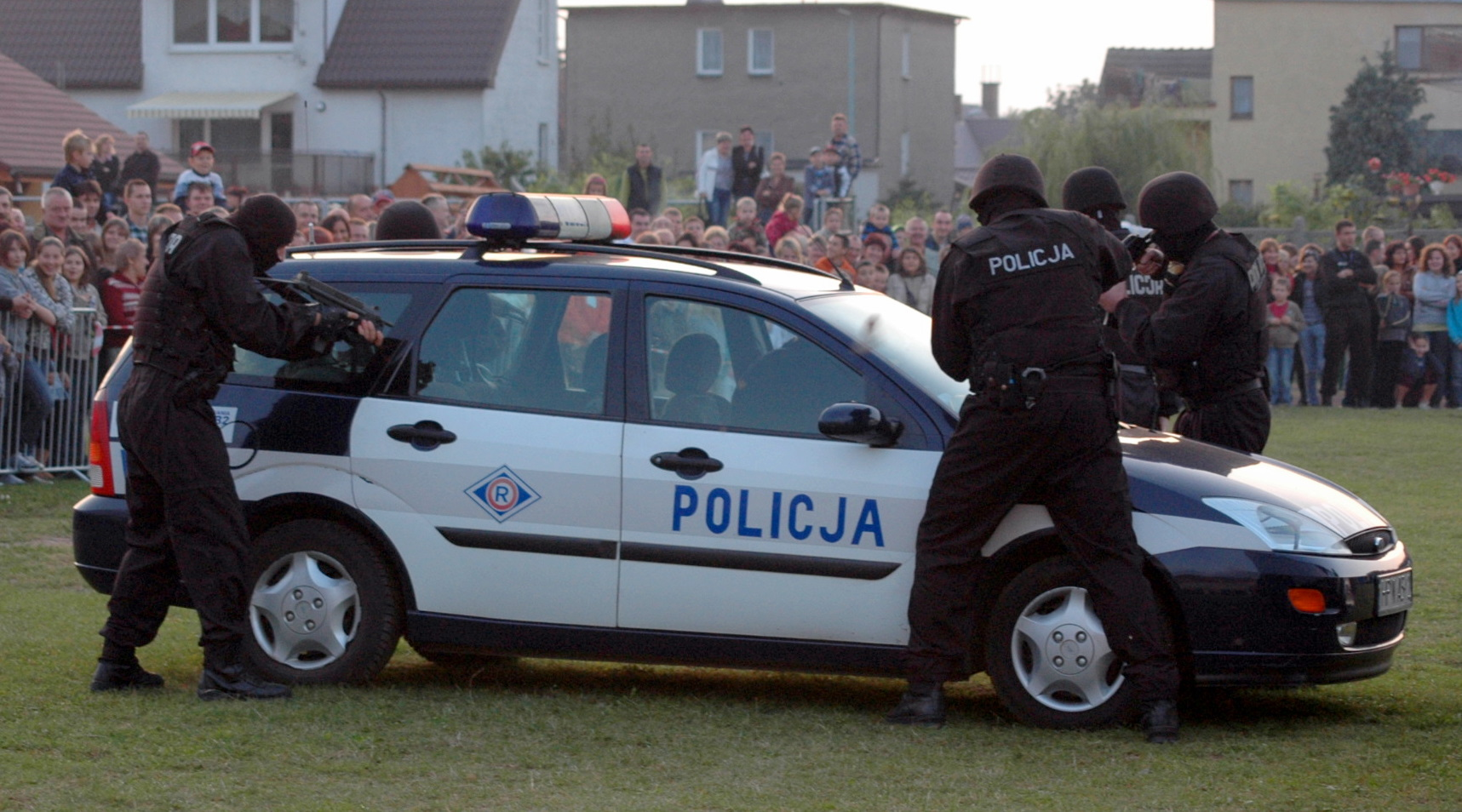
Антитеррористическое подразделение полиции Польши

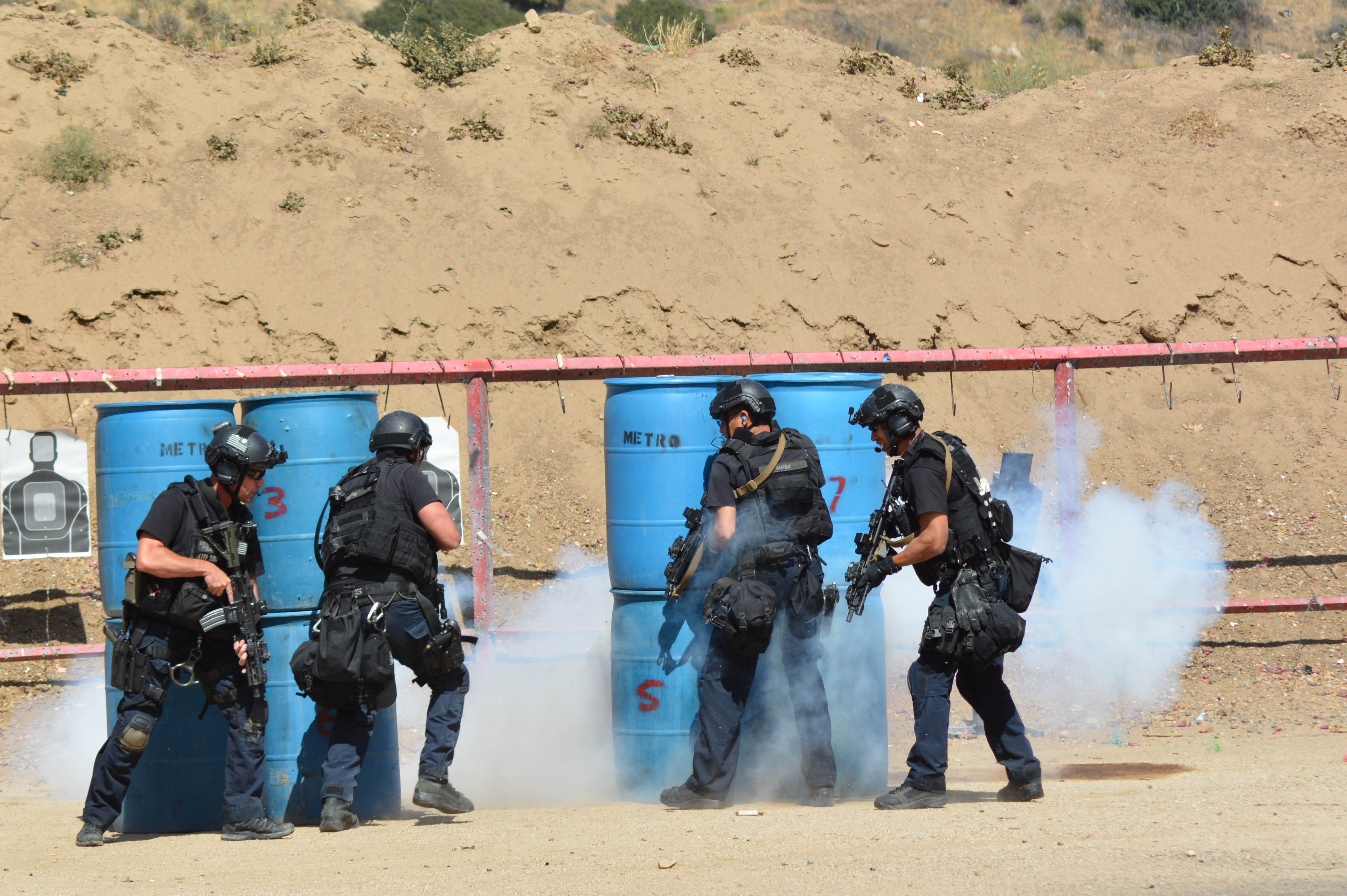
Отряд SWAT департамента полиции Лос-Анджелеса

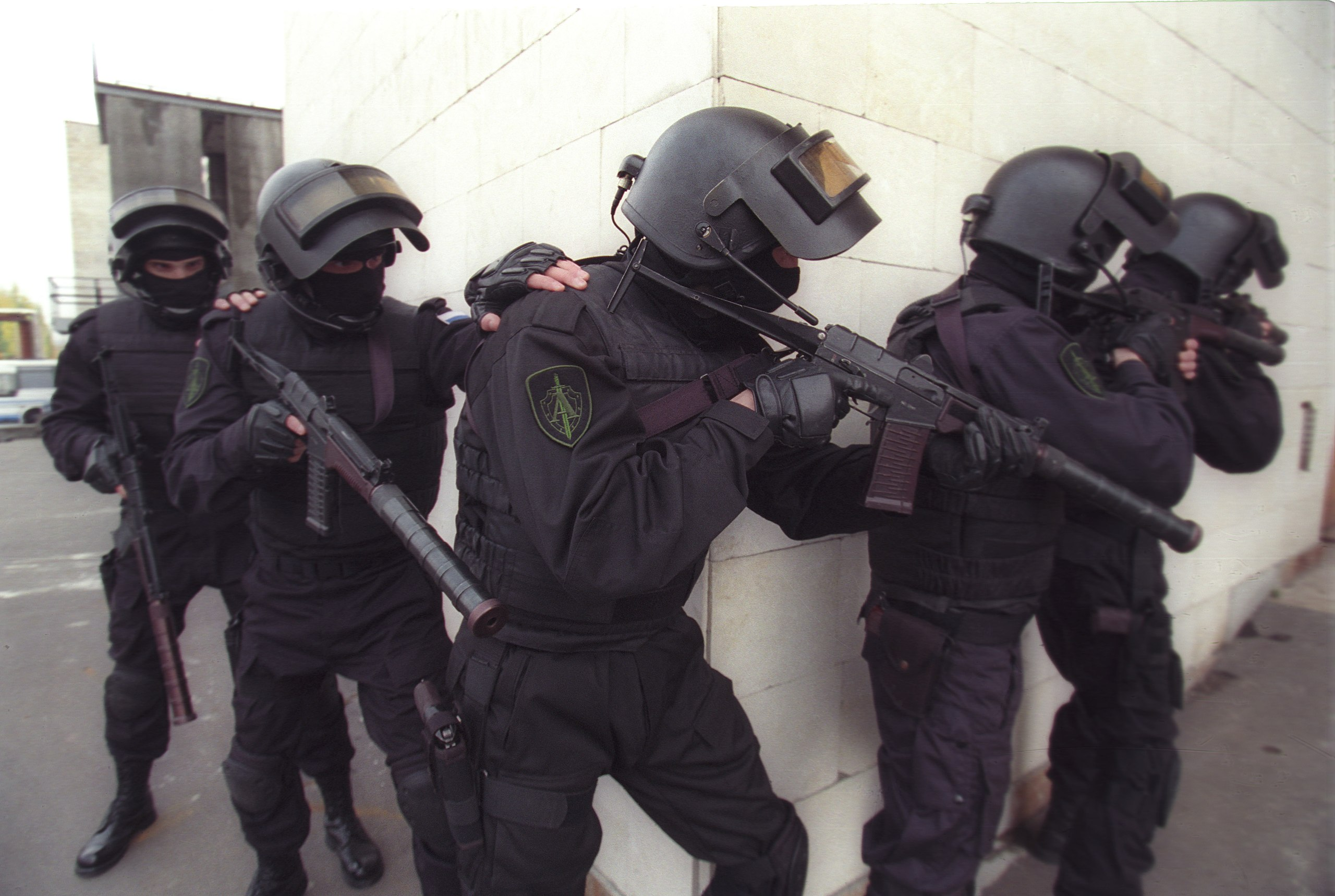
Управление «А» ФСБ России

Формирова́ния специа́льного назначе́ния, также формирова́ния СпН, спецна́з, комма́ндос (от англ. commandos), ма́лые подразделе́ния — подготовленные по особой программе формирования сухопутных войск, военно-воздушных сил и военно-морского флота, а также пограничных органов, спецслужб, милиции, полиции, жандармерии, внутренних войск, войск национальной гвардии, предназначенные для проведения специальных операций с применением специальной тактики и средств.

## Отличительные признаки
- Особый статус внутри отраслевого ведомства. Специфика деятельности подразделений специального назначения накладывает свой отпечаток на подразделения данной категории внутри министерства, ведомства, армии, авиации или флота, в зависимости от ведомственной принадлежности. Деятельность каждого такого подразделения СпН закреплена отдельным нормативно-правовым актом. Особые функции требуют более специфического вооружения, оснащения, оборудования, транспорта, что сказывается на более высоком (в пропорциях к численности) финансировании, в отличие от других подразделений. Уровень боевой подготовки требует наличия усиленной учебной базы, отдельных учебных центров.
- Профессиональный статус — спецподразделения и части нередко комплектуются с участием большего количества служащих по долгосрочному контракту, что объясняется высокой стоимостью обучения и подготовки военнослужащих подразделений спецназа[3], а также тем, что солдаты, идущие на выполнение операции добровольно, предпочтительнее тех, кто воюет вынужденно[4].
- Высокий уровень моральной, психологической, идеологической, физической и боевой подготовки личного состава. Подразделения специального назначения, как правило, выполняют задачи в специфических условиях, что требует высокого уровня подготовки. Качество личного состава — главный отличительный признак спецподразделений[4].
- Наличие специальных средств обороны и нападения. Подразделения СпН имеют вооружение, оснащение и транспорт с узконаправленными характеристиками, более высокими, чем у тех, которые имеются у других формирований по штату[4]. Это обусловлено задачами, возложенными на подразделения специального назначения. Кроме того, подразделения специального назначения имеют средства узконаправленного действия (к примеру, специальные средства разведки, специальные штурмовые средства). Подготовка личного состава подразделений специального назначения требует более высоких расходов.
- Способность выполнять задачи автономно в экстремальных условиях. Ввиду частой необходимости, в соответствии с предназначением, действия в отрыве от основных сил, в том числе за линией фронта и в глубоком тылу противника, группы специального назначения вынуждены преодолевать значительные расстояния от своей территории до места выполнения задачи самостоятельно, передвигаясь вдали от населённых пунктов и дорог. Как следствие, мероприятие может длиться очень длительное время, что подразумевает доставку всей экипировки и снаряжения на себе, включая провизию. Большая автономность групп специального назначения и их навыки действия в экстремальных ситуациях необходимы им при проведении диверсий. Ввиду малочисленности групп специального назначения, затруднённости получения огневой поддержки и эвакуации, необходимости сражаться на чужой территории, они обязаны уметь сражаться с гораздо большей эффективностью, чем военнослужащие регулярных частей.

Определённые заблуждения в представлениях о подразделениях специального назначения вызваны некоторой путаницей в терминологии и сложившимися в обществе стереотипами. В СССР термин «специального назначения» к формированиям применялся ещё в 1930-е годы. К моменту создания в 1950-м году диверсионно-разведывательных подразделений, в стране уже существовали Полк специального назначения (Кремлёвский полк) и другие части и соединения, помимо частей особого назначения (ЧОН), имевшихся, в частности, в составе внутренних войск.

## Задачи
В зависимости от ведомственной принадлежности, спецподразделения предназначены для решения следующих задач:
- Разведка, диверсионная деятельность.
- Контрразведка, противодиверсионная деятельность.
- Антитеррористическая деятельность.
  - Поиск, захват (арест) или уничтожение действующих террористов.
  - Освобождение заложников.
- Обеспечение общественной безопасности.
  - Подавление массовых беспорядков.
  - Патрульно-постовая служба в особо опасных криминогенных районах.
  - Ликвидация незаконных вооружённых формирований, организованных преступных группировок.
- Охрана особо важных лиц или особо важных объектов.
- Охрана государственной границы.
- Конвоирование осуждённых и лиц, заключённых под стражу.
- Любые экстремально сложные задачи, отличные от основного предназначения рода войск.
  - Ведение боевых действий в городских условиях, проведение зачистки.
  - Участие в составе штурмовых групп, уничтожение ДОТов и опорных пунктов противника.

## Подразделения специального назначения разных стран

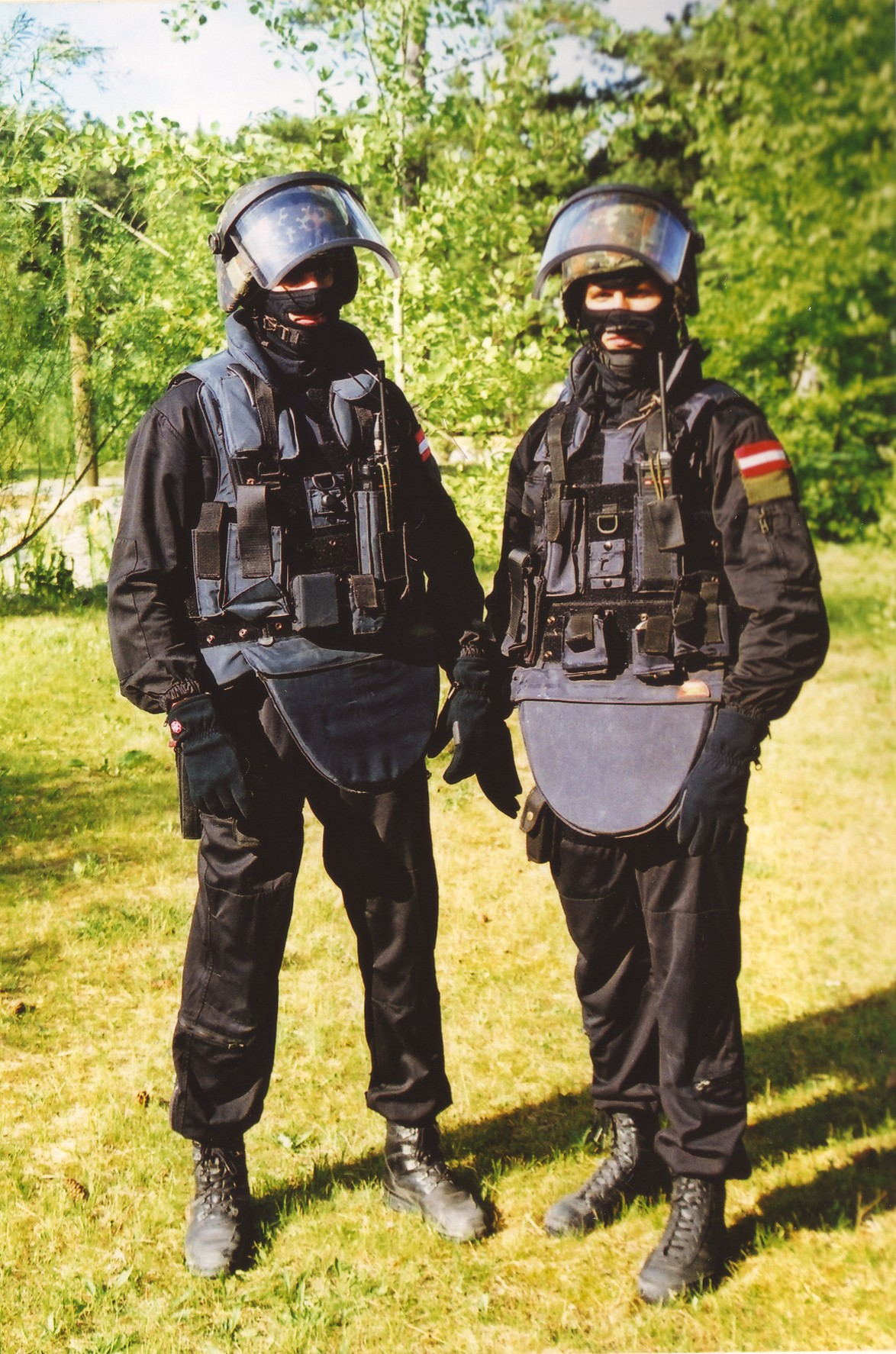
EKO Cobra (Einsatzkommando Cobra) (Австрия)
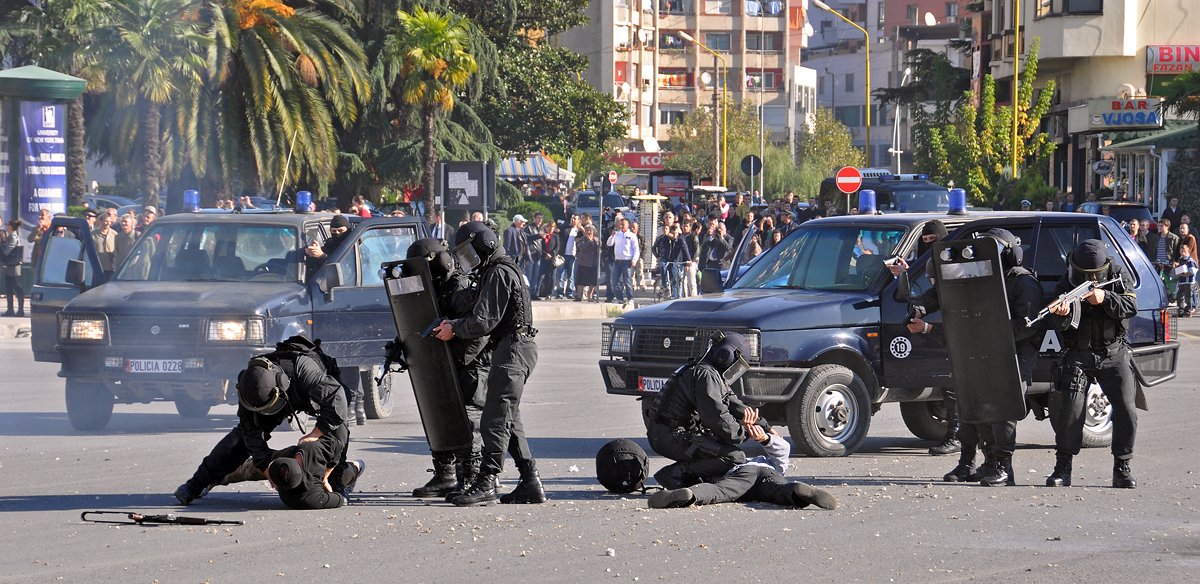
RENEA (Reparti i Neutralizimit të Elementit të Armatosur) (Албания)
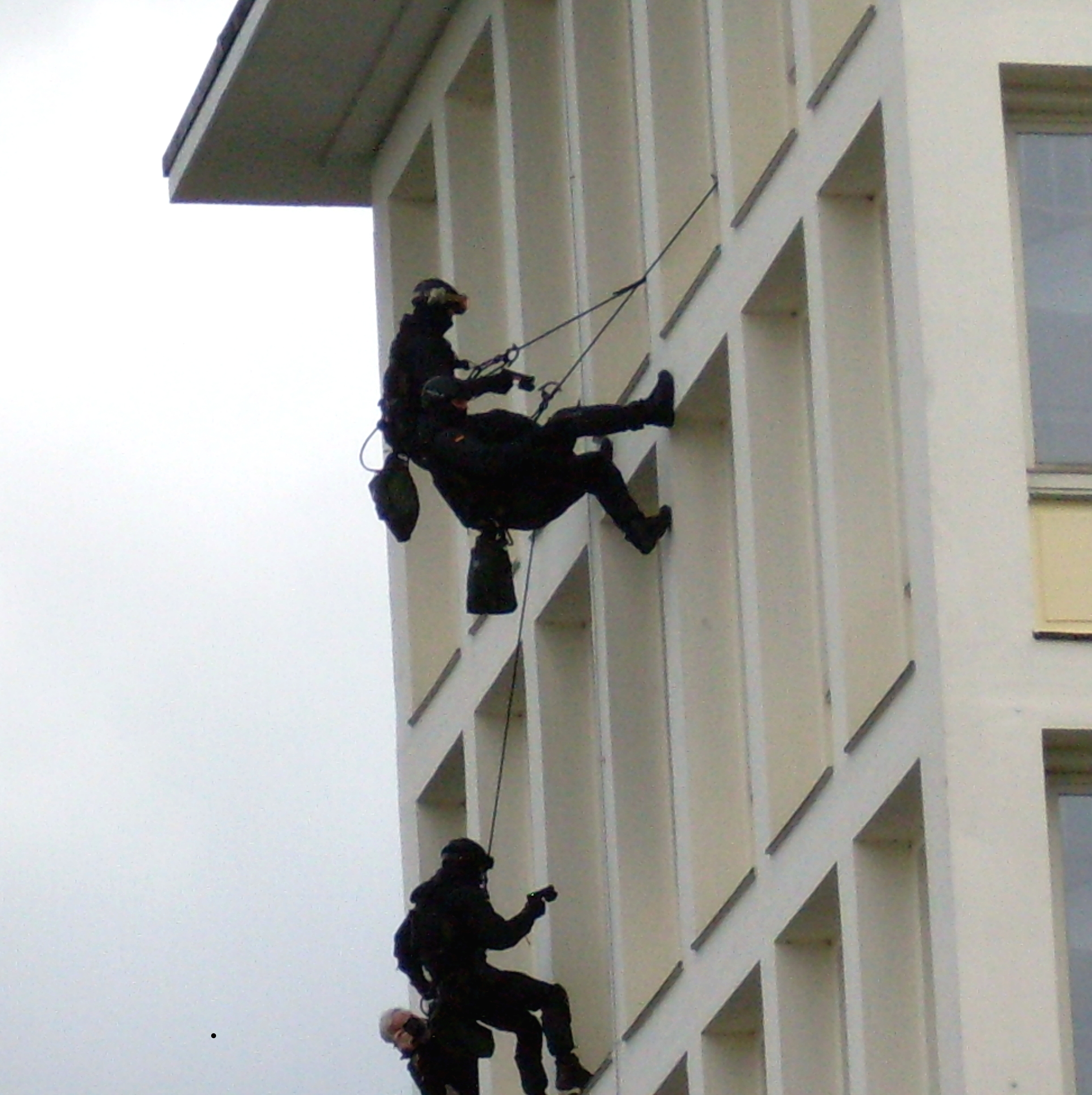
GSG 9 (Grenzschutzgruppe 9) (Германия)
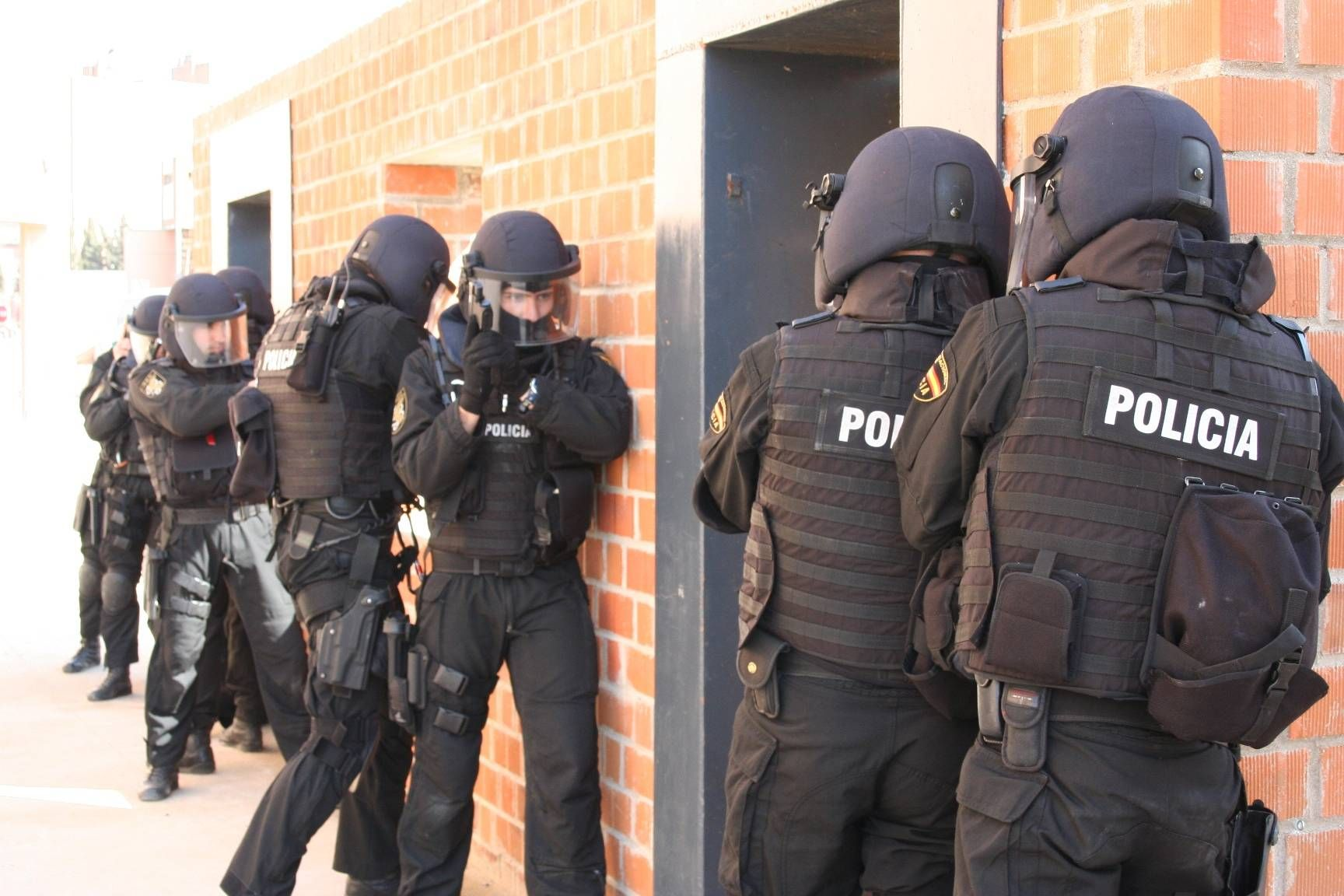
GEO (Grupo Especial de Operaciones) (Испания)
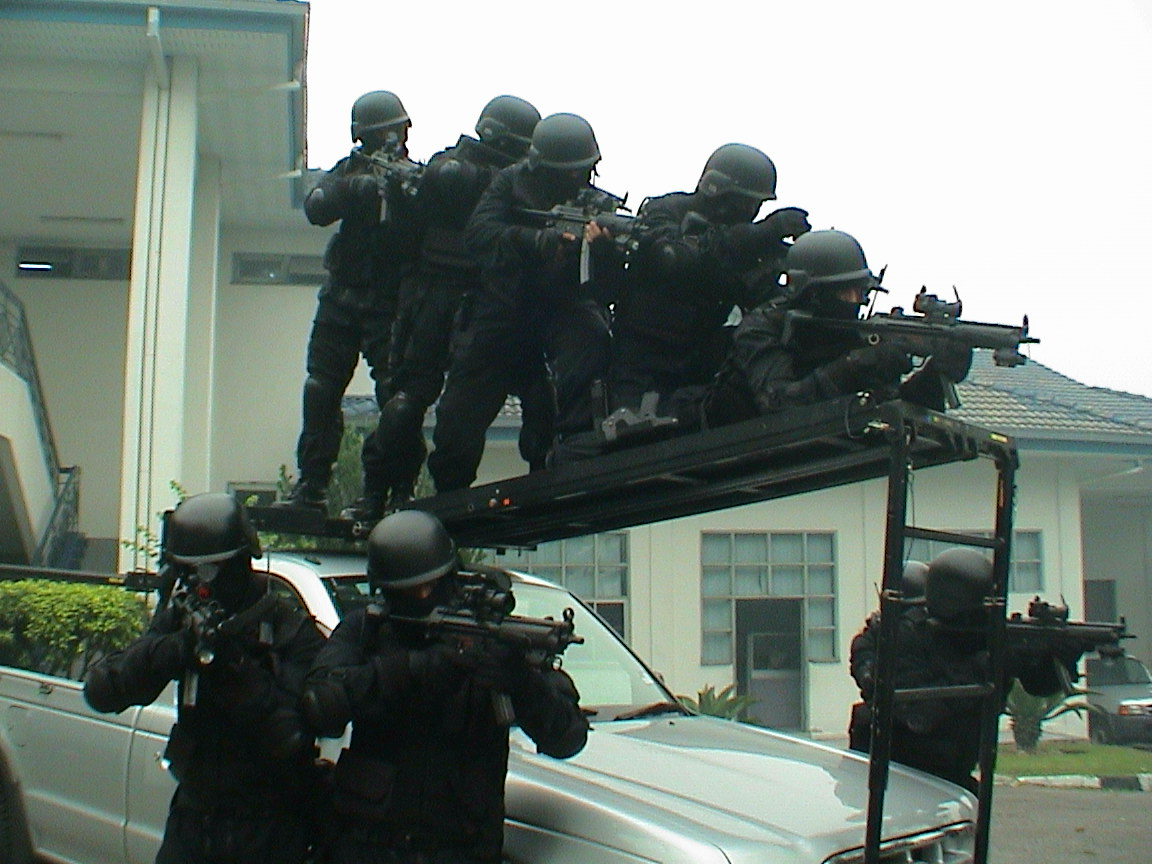
PGK (Pasukan Gerakan Khas) (Малайзия)
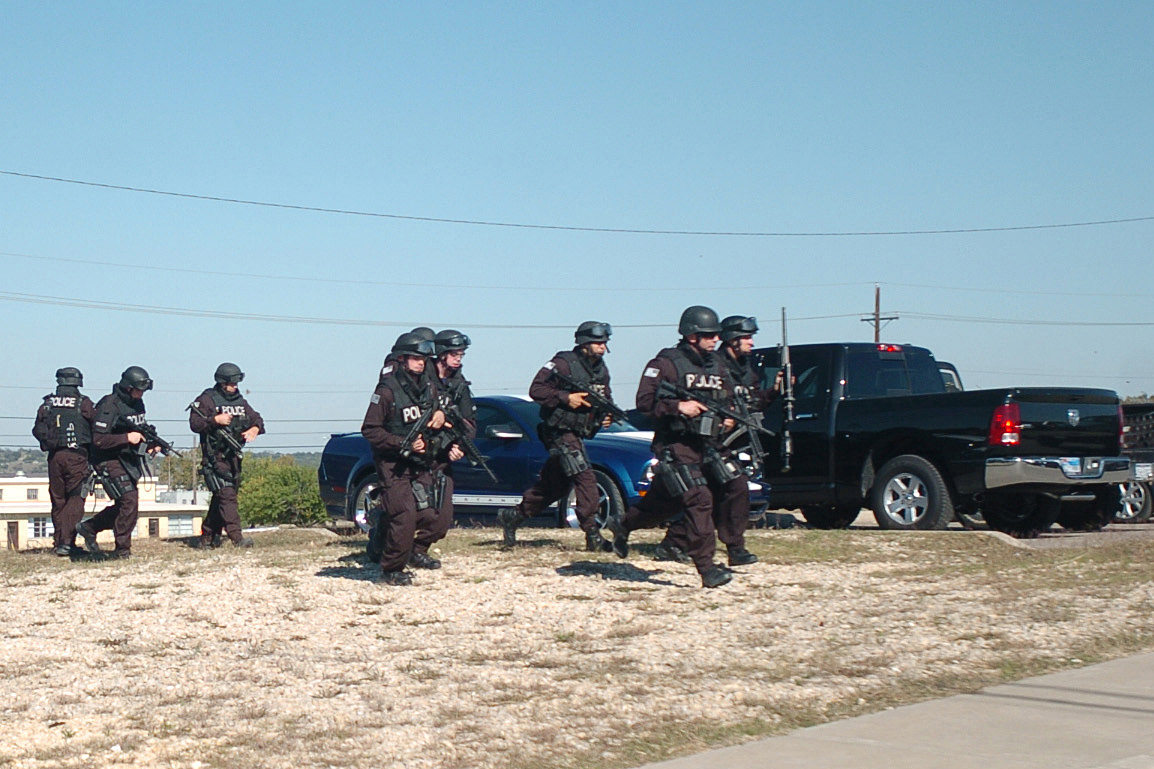
SWAT (Special Weapons And Tactics) (США)